# Mary Somerville
Mary Fairfax Greig Somerville (Jedburgh, 26 dicembre 1780 – Napoli, 29 novembre 1872) è stata una matematica, astronoma e scrittrice scientifica scozzese, una delle prime due donne elette membro onorario della Royal Astronomical Society insieme a Caroline Lucretia Herschel.

## Biografia

### Infanzia e educazione
Figlia dell'ammiraglio William George Fairfax e di Martha Charters Fairfax, discendente di una delle famiglie più illustri del paese, studiò danza, pianoforte e disegno. 
In famiglia ricevette un'educazione minima, sua madre le insegnò a leggere, ma non scrivere. All'età di 10 anni, per un anno, frequentò un collegio per ragazze a Musselburgh, in Scozia. Al suo ritorno a casa, continuò la sua educazione da autodidatta, usando i libri della biblioteca di famiglia e incoraggiata dallo zio, Thomas Somerville, che l'aiutò con il latino.
Il precettore dei suoi fratelli aveva procurato loro gli Elementi di Euclide e un libro di algebra; Mary li leggeva di nascosto, soprattutto la notte, contro la volontà del padre. 

### Maturità
Sposò il capitano Samuil Samuilovich Greig (1778-1807), console russo a Londra, che era figlio dell'ammiraglio russo, di origini scozzesi e lontano parente, Samuel Greig. Anche una volta sposata continuò a studiare intensamente lottando con i suoi impegni familiari e le ristrettezze economiche. Rimasta vedova, sposò William Somerville, un uomo colto che la incoraggiò nei suoi studi. 
Ada Lovelace fu una sua allieva.
Nel 1838 Mary Fairfax Somerville divenne, insieme a Caroline Lucretia Herschel, membro onorario della Royal Astronomical Society, onore mai concesso prima ad una donna.
Nello stesso anno per motivi di salute del marito viene a vivere a Firenze, dove entrerà in contatto con l'ambiente liberale della società civile fiorentina

## Scritti scientifici
Tra le sue opere: The Mechanism of Heavens pubblicato nel 1831, che riassume il lavoro del grande matematico Laplace e Sulla scienza molecolare e microscopica, il suo ultimo lavoro scientifico pubblicato nel 1869. 
Mary Somerville trascorse dieci anni prima di pubblicare, nel 1848, Physical Geography (Geografia fisica), il primo testo geografico ad essere scritto in inglese e di certo il suo lavoro originale più conosciuto. Il libro venne rivisto sei volte, l'ultima revisione del 1877 fu fatta da una delle sue figlie e da John Murray). Le differenze con i precedenti testi geografici in inglese erano notevoli, segnando un passo avanti in questo ambito. Dalla semplice descrizione dei fenomeni fisici paese per paese, Somerville proseguì con la spiegazione del perché della presenza di quei fenomeni e in che modo essi fossero correlati, discutendo delle forme del terreno, dei processi atmosferici, del ruolo svolto dall'uomo nella modifica dell'ambiente naturale e della bio-geografia. Mary Somerville fu criticata per aver sostenuto, sulla base di prove geologiche, che la terra era estremamente antica, più antica di quanto affermato nella Bibbia (motivo per il quale venne considerata senza Dio).
Visse per completare altre due opere prima della sua morte avvenuta a Napoli nel 1872. Il suo ultimo libro scientifico, Molecular and Microscopic Science, pubblicato nel 1869 a ottantanove anni, era una sintesi delle più recenti scoperte in fisica e chimica. Nello stesso anno completò le sue memorie nell'autobiografia Personal Recollection, di cui certe parti vennero pubblicate dalla figlia Martha dopo la sua morte. Sebbene nei suoi ultimi anni avesse una salute fragile e avesse perso l'udito, mantenne la mente lucida, continuando, con le sue parole, "a leggere libri dell'algebra superiore per quattro o cinque ore al mattino, e persino a risolvere i problemi" fino alla morte all'età di novantadue.
La sua salma è sepolta nel Cimitero degl'inglesi (conosciuto anche come “Cimitero acattolico di Santa Maria della Fede”) di Napoli, città nella quale si trasferì negli ultimi anni, dove scrisse le sue memorie e dove morì. Il monumento funebre realizzato dallo scultore calabrese Francesco Jerace nel 1876 la ritrae seduta su una seggiola, così come nella vita, ormai anziana, si sedeva appunto su una seggiola lungo la riviera di Chiaia.

## Discendenza
Dal primo marito Mary ebbe due figli, uno dei quali, Woronzow Samuilovich Greig (1805–1865), divenne avvocato e scienziato.

## Riconoscimenti
Nel 1819, William Edward Parry nominò un'isola nello Stretto di Barrow, Nunavut Somerville Island.
Nel 1879, l'Università di Oxford aprì i suoi primi college femminili di cui il Somerville Hall (ora denominato Somerville College), intitolata a Mary e Lady Margaret Hall.
A lei è stato dedicato il Cratere Somerville. Dei 1558 crateri lunari solo 28 portono il nome di astronome.
Il 4 ottobre 2017, in seguito ad una votazione pubblica online, la Royal Bank of Scotland emise una banconota da 10 sterline in polimero con il suo ritratto, motivando la scelta con l'"impatto che Mary Somerville ha avuto sulla nostra comprensione del mondo in cui viviamo".

## Alcune pubblicazioni
- Personal Recollections of Mary Somerville, raccolta postuma di scritti, ed. Echo Library, 01 lug 2009, 204 pp, ISBN 9781406829075.
- Personal Recollections, from Early Life to Old Age, of Mary Somerville, ed. Roberts Brothers, 1874, 377 pp.
- On Molecular and Microscopic Science, ed. John Murray, 1869, 432 pp.
- Geografia fisica, ed. G. Barbèra, 1868, 464 pp.
- Sulla connessione delle scienze fisiche, ed. G. Barbera, 1861, 639 pp.
- On the Connexion of the Physical Sciences, ed. John Murray, 1849, 524 pp.[13]
- Mechanism of the Heavens, ed. John Murray, 1831, 621 pp.[13]
- Queen Of Science (nuova pubblicazione ed. Canongate Books, 01 lug 2010, 432 pp, ISBN 9781847674654.)